# Немачка подморница У-31
Подморница У-31 је била Немачка подморница типа VIIА и коришћена је у Другом светском рату. Подморница је изграђена 28. децембра 1936. године и служила је у 2. подморничкој флотили (28. децембар 1936 — 31. август 1939) - борбени брод, 2. подморничкој флотили (1. септембар 1939 — 31. децембар 1939) - борбени брод, 2. подморничкој флотили (1. јануар 1940 — 12. март 1940) - борбени брод, и 2. подморничкој флотили (8. јул 1940 — 2. новембар 1940) - борбени брод.

## Служба
Дана, 27. августа 1939. године, подморница У-31 напуста базу Мемел, и упловљава 2. септембра у Вилхелмсхафен, одакле 9. септембра полази на своје прво патролирање. У 08:15 сати, 16. септембра, У-31 испаљује једно торпедо ка првом броду једног конвоја, и брод тоне, након што се преломио на два дела. Британски трговачки брод  (заповедник Мортон Форсит), који је превозио 5.105 тона калајних плоча и црног платна, у стварности није био у саставу конвоја OB-4, али је пловио на челу конвоја, и потонуо је одмах након торпедовања, на око 220 наутичких миља од рта Клер. Заповедник и 22 члана посаде су погинули, а преосталих 11 чланова посаде, сакупља британски разарач HMS Warwick (D 25), и искрцава их 18. септембра у Ливерпул.
Трговачки брод Aviemore, се води као први брод који је потопљен од подморнице, приликом напада на неки конвој, у Другом светском рату. Први неуспешан напад на један конвој, извршила је подморница У-35, напавши 21. септембра конвој OA-7.
У 12:50 сати, 24. септембра, незаштићени британски брод  (заповедник Чарлс Хенри Деивис) је био торпедован од У-31, југозападно од Фестнета. Брод је затим покушао да се удаљи пуном брзином, али га је подморница зауставила топовском ватром, а затим потопила, погодивши га још једним торпедом. Заповедник и 11 чланова посаде су погинули, док су преосталих 22 чланова посаде, успели да се искрцају у близини Балтимора. Подморница У-31, упловљава 2. октобра у Вилхелсхафен, чиме је завршила своје патролирање. На следеће своје патролирање, У-31 полази из базе Вилхелмсхафен, 21. октобра, али се након свега 11 дана враћа у исту базу, где остаје до 19. новембра, када одлази у нову патролу.
Дана, 1. децембра у 09:30 сати, неутрални и незаштићени норвешки трговачки брод  (заповедник Николаи Лудвик Енген), био је погођен са леве стране, у прамац, једним торпедом од У-31, и тоне за три минута, источно од Шкотске. Заповедник и 8 чланова посаде су погинули. Брод је уочен још у 05:50 сати, са првим зрацима сунца, али без јасно уочљивих националних обележја. Прво торпедо, испаљено у 09:27 сати, промашује брод. Оба чамца за спасавање тону са бродом, а 8 преживеликх чланова посаде се укрцавају на два сплава, након што је брод потонуо. Они остају скупа, и уочени су наредног јутра од једног британског авиона, који наводи дански трговачки брод Ivar, до њихове локације. Сакупљени бродоломници су искрцани у Фредриксхафен, Данска. 
У 13:20 сати, 3. децембра дански трговачки брод Ove Toft, који је превозио угаљ, био је погођен једним торпедом од У-31, и тоне на око 100 наутичких миља источно од ушћа река Тајн. Брод је био уочен у 12:55 сати, идентификован и нападнут, пошто је његов правац пловидбе био сумњив.
Сутрадан, 4. децембра у 01:23 сати, незаштићени норвешки трговачки брод  (заповедник Нил Дал Ниелсен) је био торпедован и потопљен од У-31 у Северном мору. Брод је погођен једним торпедом у пределу трећег товарног одељења, и убрзо се опасно нагнуо на десни бок. Сва светла на броду су престала да раде, а чамац за спасавање на десном боку, био је уништен. Међутим преживели успевају да спусте у море, чамац за спасавање са левог бока. Заповедник и два члана посаде су извучени из воде, и укрцани су на чамац. Оштећени моторни чамац је плутао са једним човек на њему, док се на једном сплаву налазио још један члан посаде. Чамац за спасавање са 13 бродоломника, узима да вуче један сплав са три бродоломника. Неколико бродоломника је било лагано обучено, и седели су босоноги у изузетно хладној води, која се налазила на дну чамца. У време кад су спашени, они су имали велике промрзлине, и били су јако надути. Због олујног времена са немирним морем, вуча је почела да се ломи, те су стога, људи са сплава били пребачени у чамац, поподне 5. децембра, и спутили су сидро у море. Следећег јутра они узимају правац ка енглеској обали. Најмање 14 бродова је прошло поред њих, пре него што су сакупљени 7. децембра од норвешког трговачког брода Rudolf и пребачени у Арендал
Истог дана у 07:52 сати, британски бојни брод Нелсон, заставни брод домовинске флоте, био је тешко оштећен услед удара у једну мину, која је положена 27. октобра 1939. године, од подморнице У-31, на прилазу Лох Иву. Бојни брод је пловио у пратњи тешке крстарице Девоншир, и разарача HMS Faulknor (H 62), HMS Fury (H 76), HMS Firedrake (H 79) и HMS Forester (H 74). Експлозија је озбиљније оштетила брод, и ранила 52 члана посаде.
Машинска одељења на Нелсону нису била оштећена, али он није смео да крене на ремонт, све док област није претражена, да нема још мина. Дана, 23. децембра, наоружани рибарски бродови HMS Glen Albyn и HMS Promotive су били изгубљени у истом минском пољу, а након што су пронађене само 5 мине, бојни брод Нелсон напуста 4. јануара 1940. године Лох Ив, у пратњи разарача HMS Faulknor (H 62), HMS Foxhound (H 69) и HMS Impulsive (D 11), и одлази у Портсмаут, где је ремонтован од 14. јануара до 8. јуна 1940. године.
Истог дана, 4. децембра у 15:42 сати, незаштићени неутрални норвешки трговачки брод  (заповедник Еивин Кристијан Ванг) је био погођен у крму једним торпедом од У-31, и тоне за два минута, након што се преломио на два дела, на око 120 наутичких миља источно од Стонхеивна. Преживели скачу са брода, пошто су оба чамца за спасавање била уништена, као и моторни чамац. Седам чланова посаде, од којих су тројица била повређена, попела су се на један сплав, и касније су сакупљени од данског трговачког брода Wm.Th. Malling, који их је искрцао у Митил, Шкотска. 
Два дана касније, 6. децембра у 07:54 сати, У-31 испаљује једно торпедо ка малом трговачком брод, бележи да је брод потонуо одмах након што је погођен по средини брода. Жртва је вероватно био естонски трговачки брод  (заповедник Ж. Ламберт), који напустио 5. децембра луку Тајн, и више никад није виђен.
Истог дана, у 23:49 сати, незаштићени неутрални шведски трговачки брод  (заповедник Торстен Пероу) је био погођен у предњи део једним торпедом од У-31, на око 100 наутичких миља источно од Дандија, и тоне за 20 минута. Свих 22 члана посаде шведског брода су преживели напад, и били су спасени од данског трговачког брода Transporter. Подморница У-31 упловљава 11. децембра у Вилхелмсхафен, чиме је завршила своје четврто патролирање.
Дана, 23. децембра 1939. године, британски наоружани рибарски бродови HMS Glen Albyn и HMS Promotive су потонули, након што су ударили у мине, које су положене 27. октобра од подморнице У-31 у области Лох Ив. На следеће своје патролирање, подморница У-31 полази 15. јануара 1940. године, али након 23 дана безуспешног патролирања, У-31 се враћа, 4. фебруара 1940. године у базу Вилхелмсхафен.
Подморница У-31 је потопљена 11. марта, у близини Вилхелмсхафена, са комлетном посадом од 58 људи, од једног британског авиона Бристол Бленхајм. Међутим она је током марта извађена из мора, оправљена, и јула 1940. године, поново уврштена у службу. На своје следеће патролирање, У-31 полази 16. септембра 1940. године.
У 17:55 сати, 22. септембра 1940. године, рибарски брод Union Jack (капетан Виго Дам), био је заустављен митраљеском ватром од У-31, на око 100 наутичких миља северозападно од Бат оф Луиса, Хебриди. Брод је затим потопљен топовском ватром, након што је посада напустила брод у једном чамцу за спасавање.
Дана, 27. септембра у 11:13 сати, норвешки трговачки брод  (заповедник О. Н. Брештад), који је дан раније одлутао од конвоја OB-218, био је погођен са леве стране у пределу трећег товарног одељења, једним торпедом од У-31, на око 300 наутичких миља западно од Ирске, и тоне након још једног поготка торпеда у 11:23 сати. Прво торпедо је испаљено у 11:04 сати, али је промашило брод. Између два поготка торпеда, посада напушта брод у два чамца за спасавање, али један од њих је уништен приликом друге експлозије. Свих седам бродоломника из уништеног чамца, покупљени су у преостали чамац, заједно са члановима посаде који су скочили са палубе тешко нагнутог брода, у море, али се један члан посаде удавио, јер га је брод повукао са собом. Тридесет бродоломника се 1. октобра искрцава у близини светионика код Слеин Хеда, одакле су 4 човека послата у Галвеи на хоспитализацију.
Два дана касније, 29. септембра 1940. године, једна непозната непријатељска подморница, испаљује два торпеда ка подморници У-31, али она успева да их избегне, и бежи у правцу запада. Подморница У-31 упловљава 8. октобра у базу Лорјан, Француска, чиме је завршила своје шесто патролирање. На своје следеће патролирање, У-31 полази из базе Лоријан, 19. октобра 1940. године. Сутрадан, 20. октобра, једна британска подморница испаљује торпеда ка У-31, али сва промашују.
У 04:32 сати, 26. октобра 1940. године, незаштићени британски трговачки брод  (заповедник Деивид Александер Џек), био је погођен у крму једним торпедом од У-28, западно од Рокола. Брод је претходног дана у 21:50 сати, био гађан једним торпедом, али је оно промашило. Након што је брод погодила торпедом, У-28 израња и испаљује ка њему 28 пројектила из свог топа 88 mm, и након што је забележила 15 поготка, она оставља брод који је почео да тоне.
Три дана касније, 29. октобра, У-31 шаље извештај, да је потопила једним торпедом, олупину непознатог брода, за који се верује да је Matina. Заповедник, 66 чланова посаде и два стражара су погинули. Са подморнице су опазили да посада напушта брод, али они никад више нису виђени.
Дана, 2. новембра 1940. године, у близини Ирске, подморница У-31 је потопљена дубинским бомбама од британског разарача HMS Antelope. Два члана посаде ус погинула, а 44 постају заробљеници.

## Команданти
- Ролф Дау - 28. децембар 1936 — 8. новембар 1938.
- Јоханес Хабекост - 8. новембар 1938. - †11. март 1940.
- Вилфрид Прелберг - 8. јул 1940 — 2. новембар 1940.

## Бродови
| Име брода | Држава               | Тежина      | Година изградње | Датум напада        | Напомена      |
|           | Уједињено Краљевство | 4.060 тона  | 1920.           | 16. септембар 1939. | Потопљен      |
|           | Уједињено Краљевство | 4.646 тона  | 1928.           | 24. септембар 1939. | Потопљен      |
|           | Норвешка             | 1.277 тона  | 1910.           | 1. децембар 1939.   | Потопљен      |
|           | Данска               | 2.135 тона  | 1921.           | 3. децембар 1939.   | Потопљен      |
|           | Норвешка             | 1.271 тона  | 1916.           | 4. децембар 1939.   | Потопљен      |
|           | Уједињено Краљевство | 33.950 тона | 1927.           | 4. децембар 1939.   | Оштећен-мина  |
|           | Норвешка             | 1.024 тона  | 1918.           | 4. децембар 1939.   | Потопљен      |
|           | Естонија             | 1.575 тона  | 1885.           | 6. децембар 1939.   | Потопљен      |
|           | Шведска              | 1.974 тона  | 1923.           | 6. децембар 1939.   | Потопљен      |
|           | Уједињено Краљевство | 82 тона     | 1909.           | 23. децембар 1939.  | Потопљен-мина |
|           | Уједињено Краљевство | 78 тона     | 1908.           | 23. децембар 1939.  | Потопљен-мина |
|           | Фарска острва        | 81 тона     | ---             | 22. септембар 1940. | Потопљен      |
|           | Норвешка             | 4.319 тона  | 1925.           | 27. септембар 1940. | Потопљен      |
|           | Уједињено Краљевство | 5.389 тона  | 1929.           | 29. октобар 1940.   | Потопљен      |
| --------- | -------------------- | ----------- | --------------- | ------------------- | ------------- |